# Blood Free - Il potere del sangue
Blood Free - Il potere del sangue (지배종?, JibaejongLR; lett. "Specie dominante") è una serie televisiva sudcoreana distribuita su Disney+ dal 10 aprile all'8 maggio 2024.

## Trama
Il genere umano ha consumato carne animale per miliardi di anni, ma nel 2025 il mercato è ormai dominato dalla BF, una compagnia di biotecnologie che ha dato inizio all'era della carne coltivata. Quando la CEO Yun Ja-yu diventa vittima di minacce, un ex-soldato, Woo Chae-woon, viene assunto come sua guardia del corpo.

## Personaggi e interpreti
- Woo Chae-woon, interpretato da Ju Ji-hoon
- Yun Ja-yu, interpretata da Han Hyo-joo
- Seonu Jae, interpretato da Lee Hee-joon
- On San, interpretato da Lee Moo-saeng
- Jeong Hae-deun, interpretata da Park Ji-yeon
- Kim Sin-gu, interpretato da Kim Sang-ho
- Seo Hui, interpretato da Jeon Seok-ho
- Hong Sae-ip, interpretata da Lee Seo